# Dominik von Achten
Dominik von Achten (* 26. Dezember 1965 in München) ist ein deutscher Manager. Seit 2007 ist er Vorstandsmitglied von HeidelbergCement (ab 2023 Heidelberg Materials) und seit dem 1. Februar 2020 Vorsitzender (Nachfolger von Bernd Scheifele in dieser Funktion).

## Leben
Nach dem Studium der Rechtswissenschaften und der Volkswirtschaftslehre an den Universitäten Freiburg und München legte von Achten das Zweite Staatsexamen ab und arbeitete zunächst als Assessor am Oberlandesgericht München und am Landgericht Traunstein. 1996 promovierte er im Fach Wirtschaftspolitik mit der Dissertation Die Treuhandanstalt und der Markt in den neuen Bundesländern.
Ab 1996 war er als Berater für Boston Consulting tätig, wo er zum verantwortlichen Partner und Geschäftsführer aufstieg. In dieser Funktion entwarf er 2005 das Sparprogramm win für HeidelbergCement, in deren Vorstand er 2007 berufen wurde. Dort verantwortete er zunächst den Geschäftsbereich Großbritannien und führte die erfolgreiche Integration des britischen Baustoffunternehmens Hanson durch. 2009 wurde er für das Nordamerika-Geschäft zuständig und seit 2016 für West- und Südeuropa sowie für die konzernweite Koordinierung des Competence Center Materials. 2015 wurde er zum stellvertretenden Vorstandsvorsitzenden berufen und war seit 2017 Chief Digital Officer, bis er am 1. Februar 2020 den Vorstandsvorsitz übernahm.
Dominik von Achten ist seit 2016 Präsident des Bundesverbandes Baustoffe – Steine und Erden sowie Präsidialmitglied des BDI und als Aufsichtsrat in diversen europäischen Unternehmen vertreten.

## Privates
Dominik von Achten ist verheiratet und hat vier Kinder.